# Ganden
Ganden (tyb. དགའ་ལྡན, Wylie dGa'-ldan, ZWPY Gandain) – klasztor tybetański w Tybecie, jeden z trzech głównych ośrodków szkoły Gelug obok Drepung i Sera. Nazwa Ganden znaczy dosłownie „pełny radości” i jest nawiązaniem do buddyjskiego raju Tuszita. Został ulokowany na wysokości 3800 m n.p.m. 57 km od centrum Lhasy. Jest poświęcony Majtreji, Buddzie Przyszłości.

## Historia
Ganden był pierwszym klasztorem Gelugpa, został założony w 1409 roku przez Congkhapę i tradycyjnie uważany za główną siedzibę tej szkoły. Samego Congkhapę pochowano na terenie klasztoru w 1419. Powstanie klasztoru Ganden uznaje się za początek szkoły Gelug.
W czasie rewolucji kulturalnej klasztor został doszczętnie zniszczony przez Chińczyków. Zostały jedynie fundamenty. Rekonstrukcję głównych budynków ukończono dopiero w latach 1980. W maju 1996 Chińczycy ciężko pobili i uwięzili niemal wszystkich mnichów Ganden. Klasztor został zamknięty i obstawiony przez wojsko. Po zniszczeniach klasztor nie został całkowicie odbudowany. Z pierwotnej liczby około 2 tysięcy mnichów obecnie pozostało zaledwie kilkuset. W Ganden można zobaczyć stupę zdobioną złotem i srebrem, zawierającą relikwie Congkhapy oraz tron i apartamenty jego następców.

## Ganden w Indiach

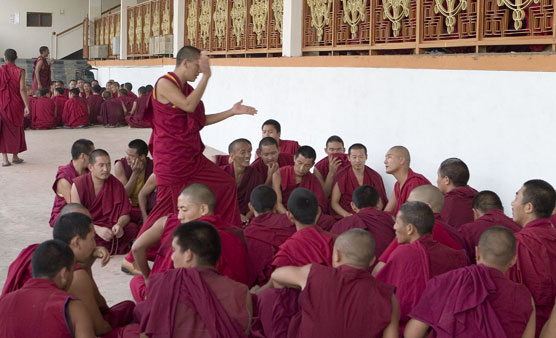
Debata mnichów w Ganden w Karnatace w Indiach

Do tradycji klasztoru Ganden nawiązuje ośrodek uchodźców tybetańskich, utworzony w 1966 roku w Indiach, niedaleko miejscowości Mundgod w stanie Karnataka. W tym samym ośrodku kultywowana jest również tradycja klasztoru Drepung.